# آبشار کونتالا
آبشار کونتالا (به انگلیسی: Kuntala Waterall) آبشاری است که در آندرا پرادش، هند واقع شده و ارتفاع کلی ریزشگاه آن ۱۴۷ پا است.